# Rumiñahui
Rumiñahui   (Quito, 1490 (Gregorià) - Quito, 25 de juny de 1535 (Gregorià)) o Rumi Ñawi, cabdill i militar inca quiteny. El seu nom significa «cara de pedra» en quítxua.

## Biografia
Del cabdill inca Rumiñahui s'han conservat poques dades fiables i la seva activitat abans de l'arribada dels conquistadors espanyols no és clara. Sembla que fou un dels generals més valuosos del darrer inca Atahualpa i es destacà en les campanyes dutes a terme durant la guerra civil contra Huàscar, juntament amb altres cabdills quitenys com Quizquiz i Caracuchima, fet que posa de manifest la tendència d'Atahualpa a afavorir la zona nord de l'imperi, fins llavors marginal.
Quan el 26 de juliol de 1533 Francisco Pizarro executà Atahualpa a Cajamarca, Rumiñahui es retirà a les terres que millor coneixia, les de l'actual Equador, per intentar oposar-se als conquistadors espanyols. Fou Sebastián de Benalcázar qui es dirigí a controlar la zona equatorial amb uns 200 homes i la col·laboració dels cañaris; Rumiñahui intentà frenar el seu avanç cap a Quito sense massa èxit, excepte potser en la batalla de Tiocajas on, per primera vegada, els inques aconseguiren matar alguns dels temuts cavalls duts pels espanyols. Davant del que semblava inevitable Rumiñahui preferí retirar-se a les muntanyes properes a Quito i abandonar i cremar la ciutat, no sense abans sacrificar les verges del Sol i les acllas i ñustas de la família imperial d'Atahualpa.
Des de la seva situació resguardada Rumiñahui realitzà atacs esporàdics contra la ciutat de Quito, on ja s'havien instal·lat els espanyols, durant tot l'any 1534 i part de 1535, fins que a mitjan 1535 fou finalment capturat i executat.